# I̭
Cette page contient des caractères spéciaux ou non latins. S’ils s’affichent mal (▯, ?, etc.), consultez la page d’aide Unicode.
I̭ (i̭ en minuscule), appelé I accent circonflexe souscrit, est un graphème qui dans certaines translittérations de l’écriture cunéiforme. Il s'agit de la lettre I diacritée d'un accent circonflexe souscrit.

## Représentations informatiques
Le I accent circonflexe souscrit peut être représenté avec les caractères Unicode suivants :
- décomposé (latin de base, diacritiques) :

| formes    | représentations | chaînes de caractères | points de code | descriptions                                                      |
| --------- | --------------- | --------------------- | -------------- | ----------------------------------------------------------------- |
| majuscule | I̭               | I◌̭                    | U+0049 U+032D  | lettre majuscule latine i diacritique accent circonflexe souscrit |
| minuscule | i̭               | i◌̭                    | U+0069 U+032D  | lettre minuscule latine i diacritique accent circonflexe souscrit |